# مغالطه تقسیم
مغالطه تقسیم یا (به انگلیسی:Fallacy of division) یک مغالطه منطقی غیرصوری است که در آن گوینده شناسه‌ها و ویژگی‌های یک مجموعه یا گروه را بدون هیچ‌گونه بررسی خاصی به تک‌تک بخش‌ها یا افراد آن مجموعه یا گروه نسبت می‌دهد و بر این اساس، استدلال‌ورزی می‌کند. مواردی را هم می‌توان یافت که مغالطه تقسیم در آن‌ها موجود نباشد و اتفاقاً بتوان تمامی شناسه‌ها و ویژگی‌های مجموعه یا گروه را به همهٔ اجزا و افراد آن نسبت داد؛ امّا گوینده در هنگام سرایت و انتقال صفت‌های یک مجموعه به اجزای آن، باید هوشیار باشد که آیا چنین کاری مجاز است یا نه. برای مثال، اگر بگوییم: «این کتاب نسخه‌ای دست‌نویس و خطی است. پس تمام صفحات آن دست‌نویس و خطی است.» یا «همهٔ اجسام جرم و حجم دارند. پس مولکول‌ها و اتم‌ها نیز جرم و حجم دارند.»، دچار مغالطه تقسیم نشده‌ایم؛ زیرا در مواقعی که کل ویژگی‌هایی دارد که خواه‌ناخواه به اجزایش نیز تسری می‌یابد، این مغالطه اتفاق نمی‌افتد.

## الگوی منطقی
A بخشی از B است.
B دارای ویژگی X است.
بنابراین A دارای ویژگی X است.

## مثال
- این ماشین از فلز تشکیل شده است. پس چرخ‌های آن هم از فلز تشکیل شده‌اند.
- شنیده‌ام که خانوادهٔ پیتر، خانواده‌ای خوب هستند. پس پسر پیتر هم پسر خوبی است.
- او در مؤسسهٔ بسیار مهم و معتبری کار می‌کند. پس او هم باید آدم مهمی باشد.
- این کشور همواره در دنیا به عنوان کشوری مذهبی شناخته شده است. پس مردم این شهر نیز دین و مذهب را دوست دارند.
- در این کشور هر خانواده به‌طور میانگین ۲ فرزند دارد. پس خانوادهٔ «الف» نیز حتماً ۲ فرزند دارد.
- آمار رشوه‌خواری و فساد پلیس در این کشور بسیار بالاست. پس پلیس‌های این منطقه نیز رشوه‌خوار و فاسد هستند.
- او در دانشگاهی که اعتبار و جایگاه علمی بالایی دارد، تحصیل کرده است. پس او نیز باید علم و دانش فراوانی داشته باشد.